# Darker Days
Albums de Stream of Passion
The Flame Within
(2009) A War of Our Own
(2014)
Darker Days est le troisième album du groupe de metal gothique mexicano-hollandais Stream of Passion, il est sorti le 22 juin 2011. Cet album apporte une certaine maturité dans la musique du groupe, certaines compositions se voulant plus agressives que d'habitude tout en gardant la mélancolie qui a fait leur succès.

## Liste des morceaux
| 1.    | Lost                                   | 5:27 |
| 2.    | Reborn                                 | 3:37 |
| 3.    | Collide                                | 5:20 |
| 4.    | The Scarlet Mark                       | 3:41 |
| 5.    | Spark                                  | 2:36 |
| 6.    | Our Cause                              | 4:43 |
| 7.    | Darker Days                            | 4:32 |
| 8.    | Broken                                 | 4:47 |
| 9.    | This Moment                            | 3:55 |
| 10.   | Closer                                 | 4:37 |
| 11.   | The Mirror                             | 3:34 |
| 12.   | Nadie Lo Ve                            | 3:04 |
| 13.   | The World Is Ours                      | 3:49 |
| 14.   | The Hunt (Bonustrack Digipack Version) | 4:28 |
| 58:10 |                                        |      |